# إبراهام أنان
إبراهام أنان (بالإنجليزية: Abraham Annan)‏ (8 ديسمبر 1988 في غانا - ) هو لاعب كرة قدم غاني في مركز الوسط. شارك مع منتخب غانا لكرة القدم. أما مع النوادي، فقد لعب مع نادي هارت أوف ليونز.

## وصلات خارجية
- إبراهام أنان على موقع قاعدة بيانات كرة القدم.إي يو (الإنجليزية)
- إبراهام أنان على موقع ناشيونال فوتبول تيمز (الإنجليزية)